# Sébastien Basson
Sébastien Basson, también conocido como Sebastiano Basso o Sebastianus Basso (en latín), Sebastián Basso o Sebastián Basson (en castellano) (ca. 1573 - ?) fue un físico y filósofo natural francés de comienzos del siglo diecisiete.
Sébastien, originario de Lorena, en la región de Metz, fue un temprano teórico de la teoría de la materia basada tanto en átomos como en sus compuestos. Su filosofía natural, de tinte ecléctico, toma aspectos de diferentes corrientes de pensamiento, como el naturalismo del Renacimiento italiano, la alquimia y la teología calvinista, así como de los filósofos materialistas presocráticos. De hecho se manifestó, junto a Giordano Bruno, como un firme opositor de Aristóteles y el averroísmo, influyendo a su vez en pensadores como René Descartes. Su rechazo de las formas aristotélicas en favor de la materia y sus corpúsculos para explicar la realidad se plasmó en obras como su Filosofía natural contra Aristóteles (1621). Junto a Isaac Beeckman fue en ocasiones considerado el inventor de la teoría molecular. Se desconocen la fecha y el lugar de su muerte.